# سواد بن زيد
سواد بن زيد بن ثعلبة بن عُبَيد الخزرجي الأنصاري صحابي جليل من قبيلة الخزرج من الأنصار شهد مع النبي محمد ﷺ غزوة بدر.